# Panurgica fusca
Panurgica fusca är en bönsyrseart som beskrevs av Giglio-tos 1915. Panurgica fusca ingår i släktet Panurgica och familjen Hymenopodidae. Inga underarter finns listade i Catalogue of Life.